# Wojdan Shaherkani
Wojdan Ali Seraj Abdulrahim Shaherkani (Arabisch: وجدان علي سراج الدين شهرخاني, Wiǧdān ʿAlī Sirāǧ ad-Dīn Šahraḫānī) (Mekka, 1 februari 1996) is een Saoedi-Arabisch judoka. 
Shaherkani kwam, als eerste vrouw ooit, uit voor Saoedi-Arabië op de Olympische Zomerspelen. Ze deed mee aan het judo tijdens de Olympische Zomerspelen 2012 in Londen. Shaherkani kwam uit in de klasse boven de 78 kilogram.
Shaherkani was via een wildcard uitgenodigd om deel te nemen aan de Olympische Spelen, ondanks dat ze geen internationale ervaring had en 'slechts' de blauwe band bezat. Bij de intocht van de atleten bij de openingsceremonie kreeg ze veel aandacht. De deelname van Shaherkani dreigde niet door te gaan, doordat haar vader dreigde haar terug te trekken, als ze bij het judo geen hoofddoek mocht dragen. De judobond zei in eerste instantie dat dit niet mocht. Het zou gevaar kunnen opleveren en in strijd zijn met de "principes en de geest" van de judosport. Uiteindelijk mocht ze toch met een speciale hoofddoek starten. Ze verloor de eerste wedstrijd na iets meer dan tachtig seconden op ippon van Melissa Mojica uit Puerto Rico.